# Florida, Gauteng
Florida är en plats i Gautengprovinsen i Sydafrika, omkring 16 kilometer väst om Johannesburg. Den tillhör idag staden Roodepoort och hade 20 082 invånare vid folkräkningen 2011.

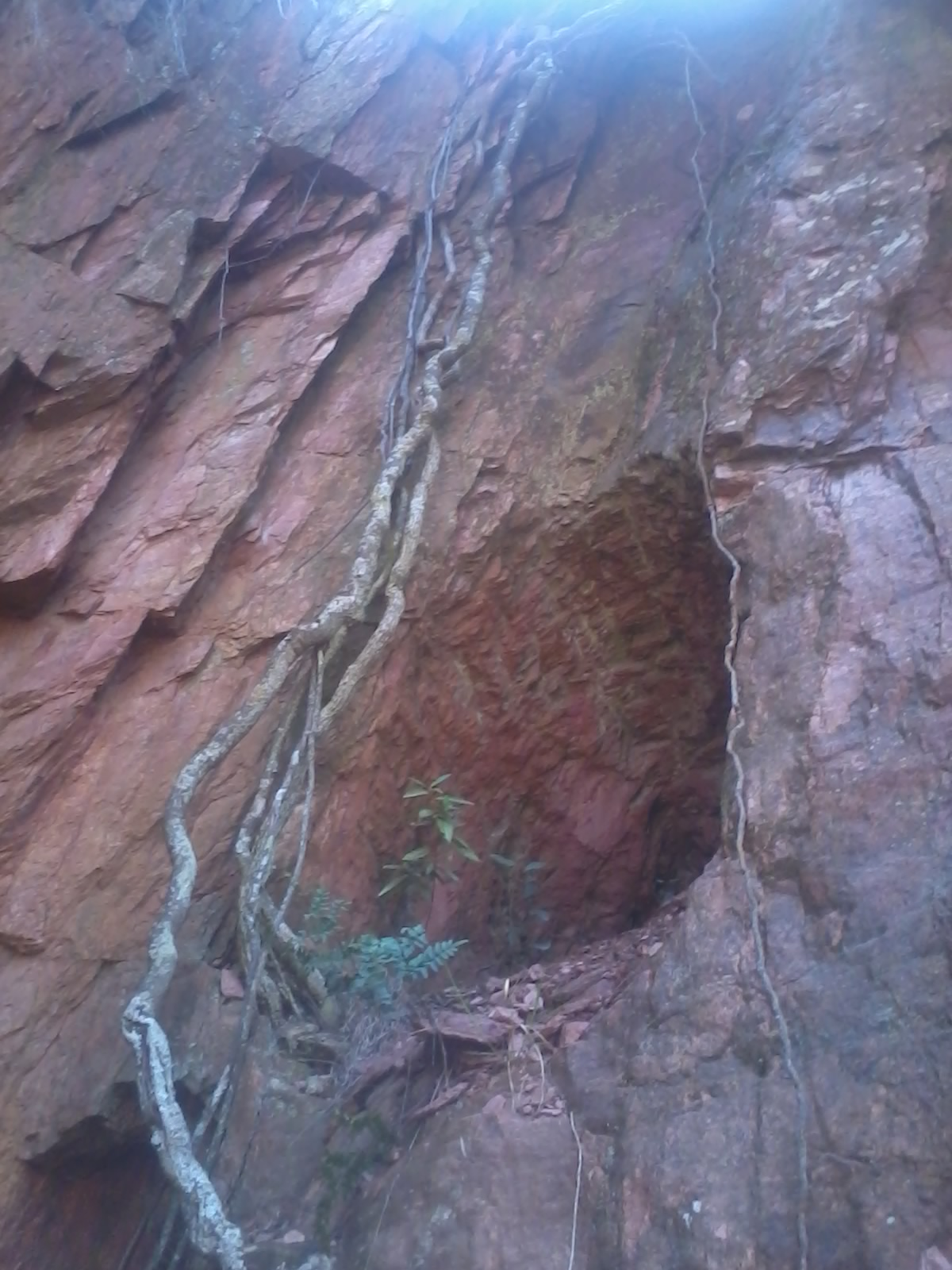
Bröderna Strubens gruva vid Confidence Reef.

Området som idag är Florida utgjordes ursprungligen av en stor jordbruksfarm, Vogelstruisfontein, som  
tillsammans med farmerna Roodepoort och Paardekraal omvandlades till fyra gruvstäder  när man år 1881 fann guld i närheten.
Florida etablerades officiellt 14 april 1890 och blev förstad till Roodepoort 1904.